# Fazza Al Khalediah
Fazza Al Khalediah (ur. 23 lutego 2014) – trenowany w Polsce, francuskiej hodowli koń czystej krwi arabskiej. Najwybitniejszy w historii reprezentant Polski w wyścigach koni arabskich. Zwycięzca gonitwy Qatar Arabian World Cup (G1) na torze Longchamp w roku 2018, jednej z najbardziej prestiżowych na świecie nagród dla koni czystej krwi arabskiej, z pulą 1 mln euro. Ogier ten był trenowany we Wrocławiu przez Michała Borkowskiego i jest własnością Polska AKF Sp. z o.o.. Pod koniec 2020 roku zakończył karierę wyścigową z powodu kontuzji.

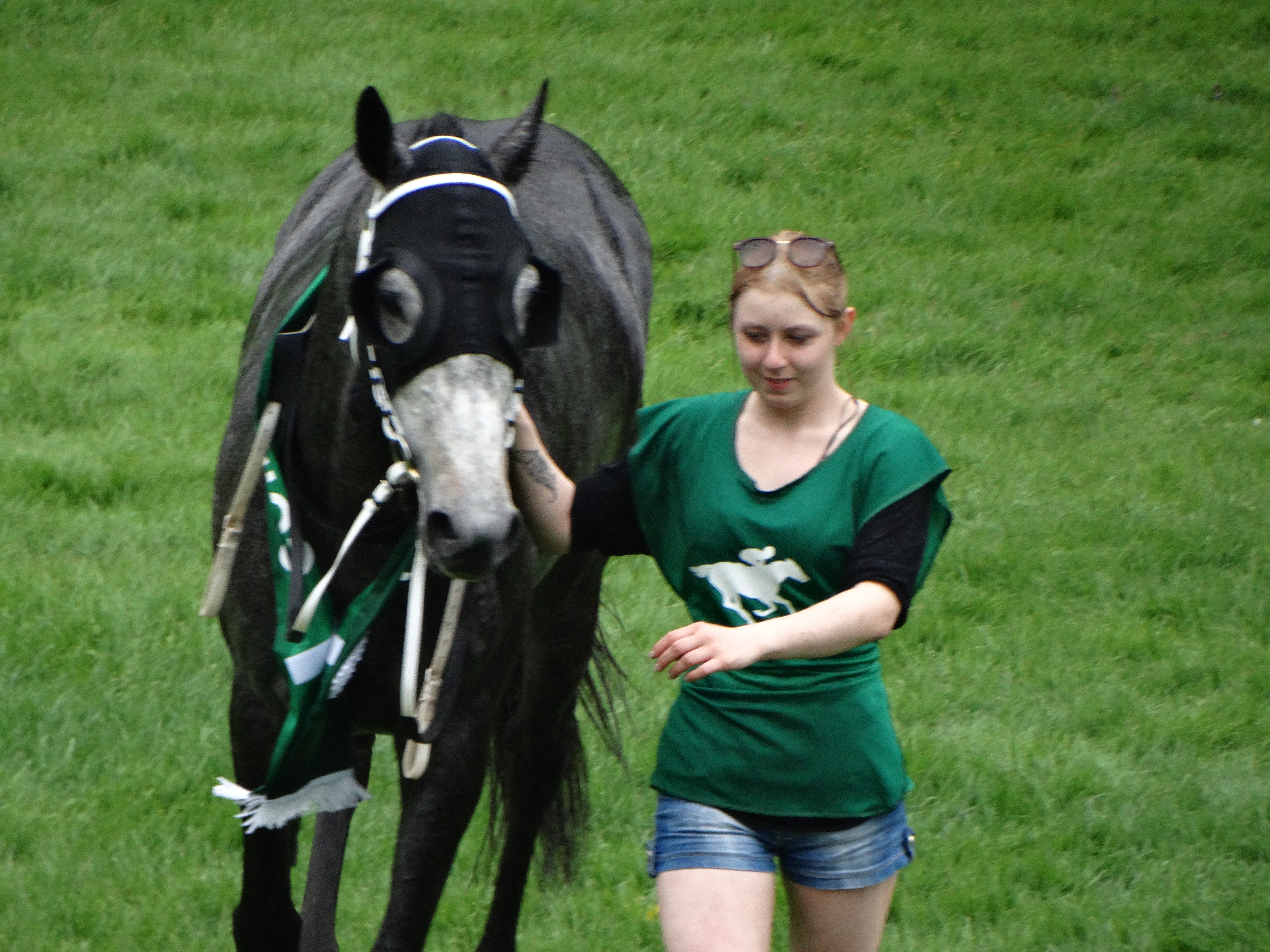
Fazza Al Khalediah w czasie dekoracji po wygraniu Nagrody Cometa

## Kariera wyścigowa
Biegał w latach 2017-2020 w sumie w 18 gonitwach wygrywając 12 z nich. W czasie swojej kariery zarobił 178 000 zł, 572 500 €, 500 000 $ i 1 000 000 AED.

### Sezon 2017
| Data       | Tor      | Nazwa gonitwy                   | Miejsce | Rasa/Wiek | Dystans | Czas    | Jeździec        | Trener           | Wygrana   |
| ---------- | -------- | ------------------------------- | ------- | --------- | ------- | ------- | --------------- | ---------------- | --------- |
| 7/5/2017   | Wrocław  | -                               | 1       | OO / 3l.  | 1400m   | 1'41,4" | Natalia Hendzel | Michał Borkowski | 5000 zł   |
| 18/6/2017  | Wrocław  | Nagroda SK Wiśnicz              | 1       | OO / 3l.  | 2200m   | 2'36,4" | Natalia Hendzel | Michał Borkowski | 7000 zł   |
| 8/7/2017   | Warszawa | Nagroda EUROPEJCZYKA - (kat. B) | 1       | OO / 3l.  | 1800m   | 2'05,9" | Natalia Hendzel | Michał Borkowski | 15 000 zł |
| 20/8/2017  | Warszawa | Nagroda BIAŁKI - (kat. A)       | 1       | OO / 3l.  | 2000m   | 2'29,8" | Natalia Hendzel | Michał Borkowski | 30 000 zł |
| 7/10/2017  | Warszawa | Nagroda SAMBORA - (kat. A)      | 1       | OO / 3l.  | 2200m   | 2'41,1" | Natalia Hendzel | Michał Borkowski | 22 000 zł |
| 29/10/2017 | Warszawa | Nagroda PORÓWNAWCZA - (kat. A)  | 1       | OO / 3+   | 2400m   | 3'09,8" | Natalia Hendzel | Michał Borkowski | 30 000 zł |

### Sezon 2018
| Data       | Tor       | Nazwa gonitwy                                           | Miejsce | Rasa/Wiek | Dystans | Czas     | Jeździec               | Trener           | Wygrana       |
| ---------- | --------- | ------------------------------------------------------- | ------- | --------- | ------- | -------- | ---------------------- | ---------------- | ------------- |
| 29/4/2018  | Warszawa  | Nagroda COMETA - (kat. B)                               | 1       | OO / 4l.  | 2000m   | 2'20,5"  | Natalia Hendzel        | Michał Borkowski | 15 000 zł     |
| 10/06/2018 | Warszawa  | Nagroda OFIRA - (kat. A)                                | 1       | OO / 4+   | 2400m   | 2'47,3"  | Natalia Hendzel        | Michał Borkowski | 20 000 zł     |
| 1/7/2018   | Mediolan  | Premio MILAN - PRESIDENT OF THE UAE CUP - Listed PA     | 1       | OO / 4+   | 2000m   | 2'10,6"  | Pierantonio Convertino | Michał Borkowski | 23 000 €      |
| 19/8/2018  | Warszawa  | Nagroda EUROPY - Gr.3 PA (kat. A)                       | 2       | OO / 4+   | 2600m   | 2'59,7"  | Natalia Hendzel        | Michał Borkowski | 34 000 zł     |
| 7/10/2018  | Longchamp | QATAR ARABIAN WORLD CUP - Gr.1 PA                       | 1       | OO / 4+   | 2000m   | 2'13,22" | Pierantonio Convertino | Michał Borkowski | 500 000 €     |
| 9/11/2018  | Abu Dhabi | SHEIKH ZAYED BIN SULTAN AL NAHYAN JEWEL CROWN - Gr.1 PA | 2       | OO / 4+   | 1600m   | 1'42,19" | Pierantonio Convertino | Michał Borkowski | 1 000 000 AED |

### Sezon 2019
| Data      | Tor    | Nazwa gonitwy                   | Miejsce | Rasa/Wiek | Dystans | Czas     | Jeździec               | Trener           | Wygrana   |
| --------- | ------ | ------------------------------- | ------- | --------- | ------- | -------- | ---------------------- | ---------------- | --------- |
| 23/1/2019 | Tabrak | PRINCE SULTAN CUP               | 2       | OO / 4+   | 1800m   | 2'00,06" | Pierantonio Convertino | Michał Borkowski | 300 000 $ |
| 30/3/2019 | Meydan | DUBAI KAHAYLA CLASSIC - Gr.1 PA | 2       | OO / 5+   | 2000m   | 2'15,67" | Pierantonio Convertino | Michał Borkowski | 200 000 $ |

### Sezon 2020
| Data      | Tor        | Nazwa gonitwy                       | Miejsce | Rasa/Wiek | Dystans | Czas     | Jeździec               | Trener           | Wygrana  |
| --------- | ---------- | ----------------------------------- | ------- | --------- | ------- | -------- | ---------------------- | ---------------- | -------- |
| 20/2/2020 | Mons-Ghlin | Arabian Combat Race                 | 1       | OO / 4+   | 2100m   | 2'25,83" | Fabian Xaver Weiẞmeier | Michał Borkowski | 2000 €   |
| 13/8/2020 | Deauville  | DOHA CUP (Prix MANGANATE) - Gr.1 PA | 4       | OO / 4+   | 2000m   | 2'20,58" | Pierantonio Convertino | Michał Borkowski | 5000 €   |
| 13/9/2020 | Longchamp  | QATAR CUP - Prix DRAGON - Gr.1 PA   | 1       | OO / 4+   | 2000m   | 2'13,86" | Christophe Soumillon   | Michał Borkowski | 42 500 € |
| 4/10/2020 | Longchamp  | QATAR ARABIAN WORLD CUP - Gr.1 PA   | 7       | OO 4+     | 2000m   | 2'21,98" | Christophe Soumillon   | Michał Borkowski | 0 €      |

## Pochodzenie
| 0                  | 1                   | 2                  | 3                  | 4             |
| ------------------ | ------------------- | ------------------ | ------------------ | ------------- |
| Fazza Al Khalediah | Jalnar Al Khalediah | Tiwaiq             | -                  | -             |
| Fazza Al Khalediah | Jalnar Al Khalediah | Tiwaiq             | -                  | -             |
| Fazza Al Khalediah | Jalnar Al Khalediah | Tiwaiq             | -                  | -             |
| Fazza Al Khalediah | Jalnar Al Khalediah | Tiwaiq             | -                  | -             |
| Fazza Al Khalediah | Jalnar Al Khalediah | Jody de Syrah      | Djourman           | Manguier      |
| Fazza Al Khalediah | Jalnar Al Khalediah | Jody de Syrah      | Djourman           | Djouranta     |
| Fazza Al Khalediah | Jalnar Al Khalediah | Jody de Syrah      | Java               | Saint Laurent |
| Fazza Al Khalediah | Jalnar Al Khalediah | Jody de Syrah      | Java               | -             |
| Fazza Al Khalediah | Assma Al Khalediah  | Amer               | Wafi               | Shabab        |
| Fazza Al Khalediah | Assma Al Khalediah  | Amer               | Wafi               | Sarhah        |
| Fazza Al Khalediah | Assma Al Khalediah  | Amer               | Bushra             | Lahoom        |
| Fazza Al Khalediah | Assma Al Khalediah  | Amer               | Bushra             | Rahifa        |
| Fazza Al Khalediah | Assma Al Khalediah  | Dalina des Fabries | Dormane            | Manganate     |
| Fazza Al Khalediah | Assma Al Khalediah  | Dalina des Fabries | Dormane            | Mandore       |
| Fazza Al Khalediah | Assma Al Khalediah  | Dalina des Fabries | Valina des Fabries | Djourman      |
| Fazza Al Khalediah | Assma Al Khalediah  | Dalina des Fabries | Valina des Fabries | -             |